# مارتن رووي
مارتن رووي (بالإنجليزية: Martin Rowe)‏ هو سائق رالي بريطاني، ولد في 24 يونيو 1971 في بليموث في المملكة المتحدة.

## روابط خارجية
- مارتن رووي على موقع Rallye-info.com (الإنجليزية)
- مارتن رووي على موقع eWRC-results.com (الإنجليزية)